# Пантопс (Вірджинія)
Пантопс (англ. Pantops) — переписна місцевість (CDP) в США, в окрузі Албемарл штату Вірджинія. Населення — 4682 особи (2020).

## Географія
Пантопс розташований за координатами 38°1′59″ пн. ш. 78°26′40″ зх. д. / 38.03306° пн. ш. 78.44444° зх. д. (38.033077, -78.444569).  За даними Бюро перепису населення США в 2010 році переписна місцевість мала площу 5,74 км², з яких 5,54 км² — суходіл та 0,20 км² — водойми.

## Демографія
Згідно з переписом 2010 року, у переписній місцевості мешкало 3027 осіб у 1566 домогосподарствах у складі 664 родин. Густота населення становила 527 осіб/км².  Було 1860 помешкань (324/км²).
Расовий склад населення:
| - 77,4 % — білих - 13,0 % — чорних або афроамериканців - 5,1 % — азіатів - 0,3 % — корінних американців - 0,1 % — вихідців з тихоокеанських островів - 2,1 % — осіб інших рас |

До двох чи більше рас належало 2,0 %. Частка іспаномовних становила 5,0 % від усіх жителів.
За віковим діапазоном населення розподілялося таким чином: 18,8 % — особи молодші 18 років, 55,2 % — особи у віці 18—64 років, 26,0 % — особи у віці 65 років та старші. Медіана віку мешканця становила 37,1 року. На 100 осіб жіночої статі у переписній місцевості припадало 75,4 чоловіків;  на 100 жінок у віці від 18 років та старших — 70,7 чоловіків також старших 18 років.